# National Basketball Association 2020-2021
La stagione della NBA 2020-2021 è stata la 75ª edizione del campionato NBA. A causa della pandemia di COVID-19, la regular season è stata accorciata a 72 partite ed è iniziata il 22 dicembre 2020. I playoff sono stati provvisoriamente programmati per essere svolti nella classica formula a 16 squadre, da giocarsi a partire dal 22 maggio fino al 21 luglio 2021. A causa delle restrizioni imposte dal governo canadese per il passaggio del confine tra i due stati a causa della pandemia di COVID-19, i Toronto Raptors hanno giocato le loro gare casalinghe alla Amalie Arena di Tampa in Florida.
La vittoria dell'anello andò ai Milwaukee Bucks, che conquistarono il secondo titolo della loro storia, il primo dopo 50 anni esatti. Giannīs Antetokounmpo, ala grande dei Bucks, venne votato all'unanimità MVP delle Finali, diventando il secondo giocatore della storia della franchigia a raggiungere tale risultato dopo Kareem Abdul-Jabbar (che nel 1971 si faceva ancora chiamare Lew Alcindor).

## Trasferimenti

### Ritiri
- L'8 settembre 2020, Marvin Williams ha annunciato il suo ritiro dall'NBA. Williams ha giocato per quattro squadre durante la sua carriera NBA durata 15 anni.[3]
- Il 14 settembre 2020, Leandro Barbosa ha annunciato il suo ritiro dall'NBA. Barbosa ha giocato 14 stagioni in NBA, vincendo un campionato con i Golden State Warriors nel 2015.[4][5]
- Il 24 ottobre 2020, Kevin Séraphin ha annunciato il suo ritiro dall'NBA. Séraphin ha giocato per tre squadre durante la sua carriera NBA durata sette anni.[6][7]
- Il 16 novembre 2020, Corey Brewer ha annunciato il suo ritiro dall'NBA. Brewer ha giocato per otto squadre durante la sua carriera NBA durata otto anni, durante la quale ha vinto un titolo con i Dallas Mavericks nel 2011.[8]
- Il 18 novembre 2020, Dorell Wright ha annunciato il suo ritiro dall'NBA. Wright ha giocato per quattro squadre durante la sua carriera NBA durata 11 anni.[9]
- Il 25 novembre 2020, Aaron Brooks ha annunciato il suo ritiro dall'NBA. Brooks ha giocato per sette squadre durante la sua carriera NBA durata 13 anni.[10]
- Il 30 novembre 2020, Evan Turner ha annunciato il suo ritiro dall'NBA. Turner ha giocato per sei squadre durante la sua carriera NBA durata 10 anni.[11]
- Il 30 novembre 2020, anche Andrew Bogut ha annunciato il suo ritiro dall'NBA, dopo una carriera di 14 anni dove ha vinto un campionato con i Golden State Warriors nel 2015.[12][13]
- Il 1º marzo 2021, Joakim Noah annuncia il suo ritiro dall'NBA. Nelle sue 13 stagioni in NBA ha vestito la maglia di quattro franchigie.[14]
- il 15 aprile 2021, LaMarcus Aldridge annuncia il suo ritiro dall'NBA, Nelle sue 15 stagioni in NBA ha vestito la maglia di 3 franchigie.[15]

### Free agency
La free agency era inizialmente prevista per il 18 ottobre 2020, ma a causa della pandemia di COVID-19 è stata posticipata. Il 9 novembre, la NBA ha annunciato che la free agency sarebbe iniziata il 20 novembre alle ore 18:00 ET, con la possibilità di firmare i contratti dalla mezzanotte del 22 novembre.

### Cambi di allenatore
| Squadra                          | Stagione 2019-20                 | Stagione 2020-21                 | Note                             |
| Prima dell'inizio della stagione | Prima dell'inizio della stagione | Prima dell'inizio della stagione | Prima dell'inizio della stagione |
| -------------------------------- | -------------------------------- | -------------------------------- | -------------------------------- |
| Brooklyn Nets                    | Jacque Vaughn (interim)          | Steve Nash                       | [ 17 ]                           |
| Chicago Bulls                    | Jim Boylen                       | Billy Donovan                    | [ 18 ] [ 19 ]                    |
| Houston Rockets                  | Mike D'Antoni                    | Stephen Silas                    | [ 20 ] [ 21 ]                    |
| Indiana Pacers                   | Nate McMillan                    | Nate Bjorkgren                   | [ 22 ] [ 23 ]                    |
| Los Angeles Clippers             | Doc Rivers                       | Tyronn Lue                       | [ 24 ] [ 25 ]                    |
| New Orleans Pelicans             | Alvin Gentry                     | Stan Van Gundy                   | [ 26 ] [ 27 ]                    |
| New York Knicks                  | Mike Miller (interim)            | Tom Thibodeau                    | [ 28 ]                           |
| Oklahoma City Thunder            | Billy Donovan                    | Mark Daigneault                  | [ 29 ] [ 30 ]                    |
| Philadelphia 76ers               | Brett Brown                      | Doc Rivers                       | [ 31 ] [ 32 ]                    |
| A stagione in corso              |                                  |                                  |                                  |
| Atlanta Hawks                    | Lloyd Pierce                     | Nate McMillan (interim)          | [ 33 ] [ 34 ]                    |
| Minnesota Timberwolves           | Ryan Saunders                    | Chris Finch                      | [ 35 ] [ 36 ]                    |

## Preseason
A causa della pandemia di COVID-19 negli USA, la quale ha fatto slittare la fine della stagione precedente in autunno, la data di inizio dei training camp è stata posticipata al 10 novembre 2020. La preseason è invece iniziata l'11 dicembre ed è terminata il 19 dicembre 2020.

## Regular season
L'inizio della regular season è stato inevitabilmente posticipato a causa della pandemia di COVID-19 in Nord America. L'NBA aveva inizialmente fissato il 1º dicembre 2020 come data di inizio della regular season. Successivamente, il commissioner NBA Adam Silver ha suggerito di ritardare ulteriormente la stagione almeno fino a gennaio, in quanto è stato imposto ad ogni città con una squadra NBA un limite massimo di spettatori alle partite. La NBA ottiene il 40% dei propri introiti proprio dalle presenze nei palazzetti, quindi un ulteriore ritardo dell'inizio della stagione fino a nuove disposizioni, avrebbe aiutato le casse delle franchigie NBA. Un'altra ipotesi che è stata vagliata dalla NBA è stata quella di organizzare il calendario per diminuire il numero di spostamenti delle squadre, organizzando i back-to-back nella stessa città per entrambe le gare. Michele Roberts, direttore esecutivo della National Basketball Players Association, ha inoltre suggerito l'ipotesi di iniziare la stagione all'interno di una "bolla", così come è stato fatto per le Finals 2020.
Il 13 ottobre, la NBA ha spostato la data di inizio della regular season da dicembre 2020 al Martin Luther King Day, ossia al 18 gennaio 2021. Alcuni giorni dopo, Sports Illustrated ha riportato l'intenzione della NBA di iniziare la stagione il 22 dicembre 2020. Il 5 novembre, la NBPA ha approvato in via provvisoria l'idea di una stagione regolare composta da 72 partite con inizio fissato al 22 dicembre, con un calendario più "compresso" per fare in modo di poter giocare le NBA Finals a giugno, così da permettere agli atleti di poter partecipare ai giochi olimpici di Tokyo 2020, anch'essi posticipati al 2021 a causa del COVID-19.
Il 17 novembre, la NBA ha annunciato che la stagione regolare è stata accorciata a 72 gare, le quali si terranno dal 22 dicembre al 16 maggio 2021. Ogni squadra giocherà tre partite contro ognuna delle altre squadre della stessa conference e due partite contro tutte le altre squadre dell'altra conference. Dal 5 al 10 marzo 2021, la stagione si fermerà per l'All-Star break, nonostante la possibilità che l'All-Star Game e tutte le manifestazioni dell'NBA All-Star Weekend vengano cancellate. La sosta servirà principalmente per dividere in due la stagione; infatti il calendario verrà stilato in due fasi distinte. La prima metà verrà stabilita ad inizio dicembre, mentre la seconda metà verrà pubblicata più tardi nel corso della stagione.

### Classifica
Eastern Conference
| Atlantic Division      | V  | S  | V%   | PR   | Casa  | Trasf | Div  | PG |
| ---------------------- | -- | -- | ---- | ---- | ----- | ----- | ---- | -- |
| z – Philadelphia 76ers | 49 | 23 | .681 | 0,0  | 29–7  | 20–16 | 10–2 | 72 |
| x – Brooklyn Nets      | 48 | 24 | .667 | 1,0  | 28–8  | 20–16 | 8–4  | 72 |
| x – N.Y. Knicks        | 41 | 31 | .569 | 8,0  | 25–11 | 16–20 | 4–8  | 72 |
| xp – Boston Celtics    | 36 | 36 | .500 | 13,0 | 21–15 | 15–21 | 4–8  | 72 |
| e – Toronto Raptors    | 27 | 45 | .375 | 22,0 | 16–20 | 11–25 | 4–8  | 72 |

| Central Division        | V  | S  | V%   | PR   | Casa  | Trasf | Div  | PG |
| ----------------------- | -- | -- | ---- | ---- | ----- | ----- | ---- | -- |
| y – Milwaukee Bucks     | 46 | 26 | .639 | 3,0  | 26–10 | 20–16 | 11–1 | 72 |
| ep – Indiana Pacers     | 34 | 38 | .472 | 15,0 | 13–23 | 21–15 | 7–5  | 72 |
| e – Chicago Bulls       | 31 | 41 | .431 | 18,0 | 15–21 | 16–20 | 7–5  | 72 |
| e – Cleveland Cavaliers | 22 | 50 | .306 | 27,0 | 13–23 | 9–27  | 4–8  | 72 |
| e – Detroit Pistons     | 20 | 52 | .278 | 29,0 | 13–23 | 7–29  | 1–11 | 72 |

| Southeast Division     | V  | S  | V%   | PR   | Casa  | Trasf | Div | PG |
| ---------------------- | -- | -- | ---- | ---- | ----- | ----- | --- | -- |
| y – Atlanta Hawks      | 41 | 31 | .569 | 8,0  | 25–11 | 16–20 | 9–3 | 72 |
| x – Miami Heat         | 40 | 32 | .556 | 9,0  | 21–15 | 19–17 | 6–6 | 72 |
| xp – Wash. Wizards     | 34 | 38 | .472 | 15,0 | 19–17 | 15–21 | 3–9 | 72 |
| ep – Charlotte Hornets | 33 | 39 | .458 | 16,0 | 18–18 | 15–21 | 8–4 | 72 |
| e – Orlando Magic      | 21 | 51 | .292 | 28,0 | 11–25 | 10–26 | 4–8 | 72 |

Western Conference
| Northwest Division      | V  | S  | V%   | PR   | Casa  | Trasf | Div | PG |
| ----------------------- | -- | -- | ---- | ---- | ----- | ----- | --- | -- |
| c – Utah Jazz           | 52 | 20 | .722 | 0,0  | 31–5  | 21–15 | 7–5 | 72 |
| x – Denver Nuggets      | 47 | 25 | .653 | 5,0  | 25–11 | 22–14 | 9–3 | 72 |
| x – Portland T. Blazers | 42 | 30 | .583 | 10,0 | 20–16 | 22–14 | 6–6 | 72 |
| e – Minnesota T'wolves  | 23 | 49 | .319 | 29,0 | 13–23 | 10–26 | 5–7 | 72 |
| e – Oklahoma Thunder    | 22 | 50 | .306 | 30,0 | 10–26 | 12–24 | 3–9 | 72 |

| Pacific Division     | V  | S  | V%   | PR   | Casa  | Trasf | Div | PG |
| -------------------- | -- | -- | ---- | ---- | ----- | ----- | --- | -- |
| y – Phoenix Suns     | 51 | 21 | .708 | 1,0  | 27–9  | 24–12 | 7–5 | 72 |
| x – L.A. Clippers    | 47 | 25 | .653 | 5,0  | 26–10 | 21–15 | 9–3 | 72 |
| xp – L.A. Lakers     | 42 | 30 | .583 | 10,0 | 21–15 | 21–15 | 4–8 | 72 |
| ep – G.S. Warriors   | 39 | 33 | .542 | 13,0 | 25–11 | 14–22 | 5–7 | 72 |
| e – Sacramento Kings | 31 | 41 | .431 | 21,0 | 16–20 | 15–21 | 5–7 | 72 |

| Southwest Division     | V  | S  | V%   | PR   | Casa  | Trasf | Div | PG |
| ---------------------- | -- | -- | ---- | ---- | ----- | ----- | --- | -- |
| y – Dallas Mavericks   | 42 | 30 | .583 | 10,0 | 21–15 | 21–15 | 7–5 | 72 |
| xp – Memphis Grizzlies | 38 | 34 | .528 | 14,0 | 18–18 | 20–16 | 6–6 | 72 |
| ep – San Antonio Spurs | 33 | 39 | .458 | 19,0 | 14–22 | 19–17 | 6–6 | 72 |
| e – N.O. Pelicans      | 31 | 41 | .431 | 21,0 | 18–18 | 13–23 | 6–6 | 72 |
| e – Houston Rockets    | 17 | 55 | .236 | 35,0 | 9–27  | 8–28  | 5–7 | 72 |

#### Per conference
| Eastern Conference | Eastern Conference       | Eastern Conference | Eastern Conference | Eastern Conference | Eastern Conference | Eastern Conference |
| #                  | Squadra                  | V                  | S                  | V%                 | PR                 | PG                 |
| ------------------ | ------------------------ | ------------------ | ------------------ | ------------------ | ------------------ | ------------------ |
| 1                  | z – Philadelphia 76ers * | 49                 | 23                 | .681               | –                  | 72                 |
| 2                  | x – Brooklyn Nets        | 48                 | 24                 | .667               | 1,0                | 72                 |
| 3                  | y – Milwaukee Bucks *    | 46                 | 26                 | .639               | 3,0                | 72                 |
| 4                  | x – N.Y. Knicks          | 41                 | 31                 | .569               | 8,0                | 72                 |
| 5                  | y – Atlanta Hawks *      | 41                 | 31                 | .569               | 8,0                | 72                 |
| 6                  | x – Miami Heat           | 40                 | 32                 | .556               | 9,0                | 72                 |
|                    |                          |                    |                    |                    |                    |                    |
| 7                  | xp – Boston Celtics      | 36                 | 36                 | .500               | 13,0               | 72                 |
| 8                  | xp – Wash. Wizards       | 34                 | 38                 | .472               | 15,0               | 72                 |
| 9                  | ep – Indiana Pacers      | 34                 | 38                 | .472               | 15,0               | 72                 |
| 10                 | ep – Charlotte Hornets   | 33                 | 39                 | .458               | 16,0               | 72                 |
|                    |                          |                    |                    |                    |                    |                    |
| 11                 | e – Chicago Bulls        | 31                 | 41                 | .431               | 18,0               | 72                 |
| 12                 | e – Toronto Raptors      | 27                 | 45                 | .375               | 22,0               | 72                 |
| 13                 | e – Cleveland Cavaliers  | 22                 | 50                 | .306               | 27,0               | 72                 |
| 14                 | e – Orlando Magic        | 21                 | 51                 | .292               | 28,0               | 72                 |
| 15                 | e – Detroit Pistons      | 20                 | 52                 | .278               | 29,0               | 72                 |

| Western Conference | Western Conference      | Western Conference | Western Conference | Western Conference | Western Conference | Western Conference |
| #                  | Squadra                 | V                  | S                  | V%                 | PR                 | PG                 |
| ------------------ | ----------------------- | ------------------ | ------------------ | ------------------ | ------------------ | ------------------ |
| 1                  | c – Utah Jazz *         | 52                 | 20                 | .722               | –                  | 72                 |
| 2                  | y – Phoenix Suns *      | 51                 | 21                 | .708               | 1,0                | 72                 |
| 3                  | x – Denver Nuggets      | 47                 | 25                 | .653               | 5,0                | 72                 |
| 4                  | x – L.A. Clippers       | 47                 | 25                 | .653               | 5,0                | 72                 |
| 5                  | y – Dallas Mavericks *  | 42                 | 30                 | .583               | 10,0               | 72                 |
| 6                  | x – Portland T. Blazers | 42                 | 30                 | .583               | 10,0               | 72                 |
|                    |                         |                    |                    |                    |                    |                    |
| 7                  | xp – L.A. Lakers        | 42                 | 30                 | .583               | 10,0               | 72                 |
| 8                  | xp – Memphis Grizzlies  | 38                 | 34                 | .528               | 14,0               | 72                 |
| 9                  | ep – G.S. Warriors      | 39                 | 33                 | .542               | 13,0               | 72                 |
| 10                 | ep – San Antonio Spurs  | 33                 | 39                 | .458               | 19,0               | 72                 |
|                    |                         |                    |                    |                    |                    |                    |
| 11                 | e – N.O. Pelicans       | 31                 | 41                 | .431               | 21,0               | 72                 |
| 12                 | e – Sacramento Kings    | 31                 | 41                 | .431               | 21,0               | 72                 |
| 13                 | e – Minnesota T'wolves  | 23                 | 49                 | .319               | 29,0               | 72                 |
| 14                 | e – Oklahoma Thunder    | 22                 | 50                 | .306               | 30,0               | 72                 |
| 15                 | e – Houston Rockets     | 17                 | 55                 | .236               | 35,0               | 72                 |

Note
- z – Fattore campo per gli interi playoff
- c – Fattore campo per le finali di Conference
- y – Campione della division
- x – Qualificata ai playoff
- p – Qualificata ai play-in
- e – Eliminata dai playoff
- * – Leader della division

## Play-in
Dal 18 al 21 maggio 2021 si sono svolti due mini-tornei denominati "Play-in" con le squadre classificate dal settimo al decimo posto di ogni Conference, ognuno con in palio due posti per i successivi playoff in aggiunta a quelli già aggiudicati alle prime sei squadre di ciascuna Conference. La settima classificata della regular season si è scontrata con l'ottava, la squadra vincente ha ottenuto il settimo posto ai playoff. La nona e la decima si sono affrontate e la perdente è stata eliminata dal torneo, la vincente invece ha affrontato la perdente dello scontro tra settima ed ottava; la vincente di quest'ultima partita si è guadagnato l'ottavo ed ultimo posto per i playoff.

### Eastern Conference Play-in
|  |         |                   |                |                |               |         |         |         |
|  | Play-In | Play-In           | Play-In        |                |               | #8 Seed | #8 Seed | #8 Seed |
|  | Play-In | Play-In           | Play-In        |                |               | #8 Seed | #8 Seed | #8 Seed |
|  |         |                   |                |                |               |         |         |         |
|  |         |                   |                |                |               |         |         |         |
|  | 7       | Boston Celtics    | 118            |                |               |         |         |         |
|  | 7       | Boston Celtics    | 118            |                |               |         |         |         |
|  | 8       | Wash. Wizards     | 100            |                |               |         |         |         |
|  | 8       | Wash. Wizards     | 100            |                |               |         |         |         |
|  |         |                   |                | Wash. Wizards  | Wash. Wizards | 142     |         |         |
|  |         |                   |                | Wash. Wizards  | Wash. Wizards | 142     |         |         |
|  |         |                   | Indiana Pacers | Indiana Pacers | 115           |         |         |         |
|  |         |                   |                | Indiana Pacers | 115           |         |         |         |
|  | 9       | Indiana Pacers    | 144            |                |               |         |         |         |
|  | 9       | Indiana Pacers    | 144            |                |               |         |         |         |
|  | 10      | Charlotte Hornets | 117            |                |               |         |         |         |
|  | 10      | Charlotte Hornets | 117            |                |               |         |         |         |

Boston Celtics (con il seed numero 7) e Wash. Wizards (con il seed numero 8) qualificate ai playoff.

### Western Conference Play-in
|  |         |                   |                   |                   |               |         |         |         |
|  | Play-In | Play-In           | Play-In           |                   |               | #8 Seed | #8 Seed | #8 Seed |
|  | Play-In | Play-In           | Play-In           |                   |               | #8 Seed | #8 Seed | #8 Seed |
|  |         |                   |                   |                   |               |         |         |         |
|  |         |                   |                   |                   |               |         |         |         |
|  | 7       | L.A. Lakers       | 103               |                   |               |         |         |         |
|  | 7       | L.A. Lakers       | 103               |                   |               |         |         |         |
|  | 8       | G.S. Warriors     | 100               |                   |               |         |         |         |
|  | 8       | G.S. Warriors     | 100               |                   |               |         |         |         |
|  |         |                   |                   | G.S. Warriors     | G.S. Warriors | 112     |         |         |
|  |         |                   |                   | G.S. Warriors     | G.S. Warriors | 112     |         |         |
|  |         |                   | Memphis Grizzlies | Memphis Grizzlies | 117           |         |         |         |
|  |         |                   |                   | Memphis Grizzlies | 117           |         |         |         |
|  | 9       | Memphis Grizzlies | 100               |                   |               |         |         |         |
|  | 9       | Memphis Grizzlies | 100               |                   |               |         |         |         |
|  | 10      | San Antonio Spurs | 96                |                   |               |         |         |         |
|  | 10      | San Antonio Spurs | 96                |                   |               |         |         |         |

L.A. Lakers (con il seed numero 7) e Memphis Grizzlies (con il seed numero 8) qualificate ai playoff.

## Playoffs
I playoffs hanno avuto inizio il 22 maggio 2021 con il solito formato, ovvero con quattro fasi giocate al meglio delle sette gare. Le NBA Finals sono iniziate in data 7 luglio con la prima gara, terminando il 21 luglio con la sesta gara.

## Statistiche

### Statistiche individuali
| Categoria          | Giocatore         | Team              | Statistiche |
| ------------------ | ----------------- | ----------------- | ----------- |
| Punti              | Stephen Curry     | G.S. Warriors     | 32.0        |
| Rimbalzi           | Clint Capela      | Atlanta Hawks     | 14.3        |
| Assist             | Russell Westbrook | Wash. Wizards     | 11.7        |
| Palle rubate       | Jimmy Butler      | Miami Heat        | 2.1         |
| Stoppate           | Myles Turner      | Indiana Pacers    | 3.4         |
| Palle perse        | Russell Westbrook | Wash. Wizards     | 4.8         |
| Falli              | Dillon Brooks     | Memphis Grizzlies | 3.5         |
| Minuti per partita | Julius Randle     | N.Y. Knicks       | 37.6        |
| FG%                | Rudy Gobert       | Utah Jazz         | 67.5        |
| FT%                | Chris Paul        | Phoenix Suns      | 93.4        |
| 3FG%               | Joe Harris        | Brooklyn Nets     | 47.5        |
| Efficienza         | Nikola Jokić      | Denver Nuggets    | 31.3        |

### Record individuali per gara
| Categoria    | Giocatore         | Team                | Statistiche |
| ------------ | ----------------- | ------------------- | ----------- |
| Punti        | Stephen Curry     | G.S. Warriors       | 62          |
| Rimbalzi     | Enes Kanter       | Portland T. Blazers | 30          |
| Assist       | Russell Westbrook | Wash. Wizards       | 24          |
| Palle rubate | T.J. McConnell    | Indiana Pacers      | 10          |
| Stoppate     | Clint Capela      | Atlanta Hawks       | 10          |
| Tiri da tre  | Fred VanVleet     | Toronto Raptors     | 11          |
| Tiri da tre  | Stephen Curry     | G.S. Warriors       | 11          |

### Statistiche per squadra
| Categoria             | Team               | Statistiche |
| --------------------- | ------------------ | ----------- |
| Punti per gara        | Milwaukee Bucks    | 120.1       |
| Rimbalzi per gara     | Utah Jazz          | 48.3        |
| Assist per gara       | G.S. Warriors      | 27.7        |
| Palle rubate per gara | Philadelphia 76ers | 9.1         |
| Palle rubate per gara | Memphis Grizzlies  | 9.1         |
| Stoppate per gara     | Indiana Pacers     | 6.4         |
| Palle perse per gara  | Oklahoma Thunder   | 16.1        |
| FG%                   | Brooklyn Nets      | 49.4        |
| FT%                   | L.A. Clippers      | 83.9        |
| 3FG%                  | L.A. Clippers      | 41.1        |
| +/−                   | Utah Jazz          | +9.3        |

### Contratti giocatori
| #  | Giocatore         | Squadra         | Stipendio  |
| -- | ----------------- | --------------- | ---------- |
| 1  | Stephen Curry     | G.S. Warriors   | 43006362 $ |
| 2  | Russell Westbrook | Wash. Wizards   | 41358814 $ |
| 3  | Chris Paul        | Phoenix Suns    | 41358814 $ |
| 4  | James Harden      | Brooklyn Nets   | 41254920 $ |
| 5  | John Wall         | Houston Rockets | 41254920 $ |
| 6  | Kevin Durant      | Brooklyn Nets   | 40108950 $ |
| 7  | LeBron James      | L.A. Lakers     | 39219565 $ |
| 8  | Blake Griffin     | Detroit Pistons | 36810996 $ |
| 9  | Paul George       | L.A. Clippers   | 34379100 $ |
| 10 | Klay Thompson     | G.S. Warriors   | 35361360 $ |

## Premi

### Premi dell'anno
| Premio                                   | Giocatore       | Team                |
| ---------------------------------------- | --------------- | ------------------- |
| NBA Most Valuable Player Award           | Nikola Jokić    | Denver Nuggets      |
| NBA Defensive Player of the Year Award   | Rudy Gobert     | Utah Jazz           |
| NBA Rookie of the Year Award             | LaMelo Ball     | Charlotte Hornets   |
| NBA Sixth Man of the Year Award          | Jordan Clarkson | Utah Jazz           |
| NBA Most Improved Player Award           | Julius Randle   | N.Y. Knicks         |
| NBA Coach of the Year Award              | Tom Thibodeau   | N.Y. Knicks         |
| NBA Executive of the Year Award          | James Jones     | Phoenix Suns        |
| NBA Sportsmanship Award                  | Jrue Holiday    | Milwaukee Bucks     |
| Twyman-Stokes Teammate of the Year Award | Damian Lillard  | Portland T. Blazers |

### Player of the Week
| Settimana               | Eastern Conference                            | Western Conference                            | Note   |
| ----------------------- | --------------------------------------------- | --------------------------------------------- | ------ |
| 22-27 dicembre          | Domantas Sabonis (Indiana Pacers) (1/1)       | Brandon Ingram (New Orleans Pelicans) (1/1)   | [ 48 ] |
| 28 dicembre - 3 gennaio | Tobias Harris (Philadelphia 76ers) (1/1)      | Stephen Curry (Golden State Warriors) (1/2)   | [ 49 ] |
| 4-10 gennaio            | Jayson Tatum (Boston Celtics) (1/3)           | Luka Dončić (Dallas Mavericks) (1/3)          | [ 50 ] |
| 11-17 gennaio           | Kevin Durant (Brooklyn Nets) (1/1)            | Damian Lillard (Portland Trail Blazers) (1/3) | [ 51 ] |
| 18-24 gennaio           | Joel Embiid (Philadelphia 76ers) (1/1)        | Nikola Jokić (Denver Nuggets) (1/3)           | [ 52 ] |
| 25-31 gennaio           | James Harden (Brooklyn Nets) (1/2)            | Nikola Jokić (Denver Nuggets) (2/3)           | [ 53 ] |
| 1-7 febbraio            | Giannīs Antetokounmpo (Milwaukee Bucks) (1/3) | De'Aaron Fox (Sacramento Kings) (1/2)         | [ 54 ] |
| 8-14 febbraio           | Saddiq Bey (Detroit Pistons) (1/1)            | Devin Booker (Phoenix Suns) (1/3)             | [ 55 ] |
| 15-21 febbraio          | James Harden (Brooklyn Nets) (2/2)            | Damian Lillard (Portland Trail Blazers) (2/3) | [ 56 ] |
| 22-28 febbraio          | Giannīs Antetokounmpo (Milwaukee Bucks) (2/3) | Devin Booker (Phoenix Suns) (2/3)             | [ 57 ] |
| 15-21 marzo             | Giannīs Antetokounmpo (Milwaukee Bucks) (3/3) | Nikola Jokić (Denver Nuggets) (3/3)           | [ 58 ] |
| 22-28 marzo             | Terry Rozier (Charlotte Hornets) (1/1)        | De'Aaron Fox (Sacramento Kings) (2/2)         | [ 59 ] |
| 29 marzo - 4 aprile     | Jrue Holiday (Milwaukee Bucks) (1/1)          | Luka Dončić (Dallas Mavericks) (2/3)          | [ 60 ] |
| 5-11 aprile             | Jayson Tatum (Boston Celtics) (2/3)           | Paul George (Los Angeles Clippers) (1/1)      | [ 61 ] |
| 12-18 aprile            | Julius Randle (New York Knicks) (1/1)         | Stephen Curry (Golden State Warriors) (2/2)   | [ 62 ] |
| 19-25 aprile            | Bradley Beal (Washington Wizards) (1/1)       | Luka Dončić (Dallas Mavericks) (3/3)          | [ 63 ] |
| 26 aprile - 2 maggio    | Jayson Tatum (Boston Celtics) (3/3)           | Devin Booker (Phoenix Suns) (3/3)             | [ 64 ] |
| 3-9 maggio              | Russell Westbrook (Washington Wizards) (1/1)  | Bojan Bogdanović (Utah Jazz) (1/1)            | [ 65 ] |
| 10-16 maggio            | Trae Young (Atlanta Hawks) (1/1)              | Damian Lillard (Portland Trail Blazers) (3/3) | [ 66 ] |

### Player of the Month
| Mese             | Eastern Conference                           | Western Conference                          | Note   |
| ---------------- | -------------------------------------------- | ------------------------------------------- | ------ |
| Dicembre/Gennaio | Joel Embiid (Philadelphia 76ers) (1/1)       | Nikola Jokić (Denver Nuggets) (1/1)         | [ 67 ] |
| Febbraio         | James Harden (Brooklyn Nets) (1/2)           | Devin Booker (Phoenix Suns) (1/1)           | [ 68 ] |
| Marzo            | James Harden (Brooklyn Nets) (2/2)           | Nikola Jokić (Denver Nuggets) (2/2)         | [ 69 ] |
| Aprile           | Julius Randle (New York Knicks) (1/1)        | Stephen Curry (Golden State Warriors) (1/2) | [ 70 ] |
| Maggio           | Russell Westbrook (Washington Wizards) (1/1) | Stephen Curry (Golden State Warriors) (2/2) | [ 71 ] |

### Rookie of the Month
| Mese             | Eastern Conference                    | Western Conference                             | Note   |
| ---------------- | ------------------------------------- | ---------------------------------------------- | ------ |
| Dicembre/Gennaio | LaMelo Ball (Charlotte Hornets) (1/3) | Tyrese Haliburton (Sacramento Kings) (1/2)     | [ 72 ] |
| Febbraio         | LaMelo Ball (Charlotte Hornets) (2/3) | Tyrese Haliburton (Sacramento Kings) (2/2)     | [ 73 ] |
| Marzo            | LaMelo Ball (Charlotte Hornets) (3/3) | Anthony Edwards (Minnesota Timberwolves) (1/3) | [ 74 ] |
| Aprile           | Malachi Flynn (Toronto Raptors) (1/1) | Anthony Edwards (Minnesota Timberwolves) (2/3) | [ 75 ] |
| Maggio           | R.J. Hampton (Orlando Magic) (1/1)    | Anthony Edwards (Minnesota Timberwolves) (3/3) | [ 71 ] |

### Coach of the Month
| Mese             | Eastern Conference                      | Western Conference                          | Note   |
| ---------------- | --------------------------------------- | ------------------------------------------- | ------ |
| Dicembre/Gennaio | Doc Rivers (Philadelphia 76ers) (1/1)   | Quin Snyder (Utah Jazz) (1/2)               | [ 76 ] |
| Febbraio         | Steve Nash (Brooklyn Nets) (1/1)        | Quin Snyder (Utah Jazz) (2/2)               | [ 77 ] |
| Marzo            | Nate McMillan (Atlanta Hawks) (1/1)     | Monty Williams (Phoenix Suns) (1/1)         | [ 78 ] |
| Aprile           | Scott Brooks (Washington Wizards) (1/1) | Michael Malone (Denver Nuggets) (1/1)       | [ 79 ] |
| Maggio           | Tom Thibodeau (New York Knicks) (1/1)   | Terry Stotts (Portland Trail Blazers) (1/1) | [ 71 ] |

## Divise
Il 21 luglio 2020, la NBA e la Nike hanno annunciato che le divise "Statement Edition" saranno prodotte dalla Air Jordan.

## Palazzetti
- Il Pepsi Center, casa dei Denver Nuggets, è stata rinominata in Ball Arena il 22 ottobre 2020.[81]
- Il palazzetto dei Phoenix Suns, è stato rinominato da Talking Stick Resort Arena a PHX Arena, dopo la scadenza del contratto di sponsorizzazione dell'arena avvenuta il 6 novembre 2020.[82]

### Toronto Raptors
Quando i piani della stagione NBA 2020-21 stavano prendendo forma, ai Toronto Raptors è stato negato il permesso di giocare i propri match casalinghi a Toronto, in quanto il governo canadese ha stabilito che gli attraversamenti ripetuti del confine tra Stati Uniti e Canada, avrebbe comportato un alto rischio sanitario a causa dell'alto numero di casi di COVID-19 nel territorio statunitense. Anche i Toronto Blue Jays, squadra della Major League Baseball, ha avuto lo stesso problema ed è stata quindi obbligata a giocare i match casalinghi della stagione 2020 a Buffalo, New York.
Dopo aver valutato diverse città negli USA, il 20 novembre i Raptors hanno scelto la Amalie Arena di Tampa, Florida come loro sede casalinga.

## Eventi notevoli
- 26 dicembre 2020: Russell Westbrook (Washington Wizards) è il quarto giocatore a realizzare due triple doppie nelle prime due gare della stagione.[85]
- 27 dicembre 2020: i Dallas Mavericks, alla fine del primo tempo, stabiliscono il record per il maggiore scarto tra squadre con 50 punti di vantaggio sui Los Angeles Clippers.[86]
- 27 dicembre 2020: Stephen Curry (Golden State Warriors) è il terzo giocatore a realizzare più di 2500 triple.[87]
- 29 dicembre 2020: i Milwaukee Bucks stabiliscono 2 record contro i Miami Heat:[88]
  - 29 tiri realizzati da tre punti;
  - 12 giocatori con almeno un tiro da tre punti.
- 30 dicembre 2020: Becky Hammon, l'assistente allenatrice dei San Antonio Spurs, è la prima donna a ricoprire il ruolo di primo allenatore in seguito all'espulsione di Gregg Popovich durante la partita contro i Los Angeles Lakers.[89]
- 30 dicembre 2020: LeBron James è il primo giocatore a segnare più di 10 punti in 1000 partite consecutive.[90]
- 1º gennaio 2021: Carmelo Anthony è il 14° migliore marcatore NBA della storia.[91]
- 9 gennaio 2021: LaMelo Ball (Charlotte Hornets) è il giocatore più giovane di sempre a compiere una tripla doppia.[92]
- 24 gennaio 2021: Stephen Curry è il secondo miglior realizzatore da 3 nella storia raggiungendo quota 2562 tiri e superando Reggie Miller.[93]
- 10 febbraio 2021: Carmelo Anthony è il 12° miglior marcatore di tutti i tempi: con 26722 punti supera Oscar Robertson.[94]
- 19 febbraio 2021: LeBron James diventa il 3º miglior marcatore di tutti i tempi: con 35000 punti segnati in carriera.[95]
- 20 febbraio 2021: Chris Paul diventa il 6º miglior assistman di tutti i tempi sorpassando Oscar Robertson.[96]
- 13 marzo 2021: Carmelo Anthony diventa l'11º miglior marcatore di tutti i tempi superando nella classifica Hakeem Olajuwon.[97]
- 4 maggio 2021: Carmelo Anthony diventa il 10° miglior marcatore di tutti i tempi sorpassando Elvin Hayes.[98]
- 10 maggio 2021: Russell Westbrook (Washington Wizards) diventa il miglior realizzatore di triple doppie di sempre con 182, superando Oscar Robertson.